# OMEMO

OMEMO的Logo

OMEMO是由Andreas Straub开发的XMPP协议的端到端加密扩展程序。Straub 称OMEMO使用双棘轮算法以“提供多端到多端加密，允许在多个客户端之间安全地同步消息，即使其中一些是离线状态”。 
"OMEMO 是"OMEMO Multi-End Message and Object Encryption"的递归缩写。
它是一个基于双棘轮算法和个人事件协议（Personal Eventing Protocol, XEP-0163）的开放标准。
OMEMO 提供前向保密、消息同步和离线传达。

## 特性
与OTR（XMPP的另一个加密扩展）相比，OMEMO协议提供多端到多端加密通信、离线消息队列、前向保密、文件传输和建立在略微更大的消息体积上的可核实性和可否认性。

## 历史
该协议最初是作为Google编程之夏一个计划，由Andreas Straub于2015年开发，计划的目的是实现使用双棘轮算法的多端到多端加密协议到名为Conversations的Andorid即时通信客户端，该协议于Conversations首次实现并被提交至XMPP标准基金会 (XSF)，并在2016年12月被接受，成为XEP-0384扩展。
2016年7月，ChatSecure计划也宣布其将实现OMEMO。并在2017年1月17日的v4.0版本中支持。
跨平台XMPP客户端Gajim的OMEMO插件在2015年12月26日可用。
2016年6月，非盈利计算机安全咨询公司Radically Open Security发布了对OMEMO协议的分析。

## 客户端支持情况
部分支持OMEMO的IM客户端列表:
- BeagleIM(macOS)[9]
- ChatSecure (iOS)[10]
- Conversations (Android)
- Converse.js (基于浏览器)[11]
- Dino (Linux, macOS)[12]
- Gajim 通过官方插件 (Linux, Windows, BSD)[13]
- Monal (iOS)
- Movim（英语：Movim） (基于浏览器)[14]
- Psi 通过官方插件 (Linux, Windows, macOS)[15]
- Psi+ 通过官方插件 (Linux, Windows, macOS, Haiku, FreeBSD)[16]
- libpurple客户端Pidgin或Finch等等，通过实验性插件 [17]
- Adium 通过基于的libpurple插件[18]
- Profanity（英语：Profanity (instant messaging client)） 通过实验性插件 (BSD, Linux, macOS, Windows)[19]
- SiskinIM (iOS)[9]

## 库支持情况
- Smack使用两个模组smack-omemo and smack-omemo-signal支持OMEMO。[20]
- XMPPFramework (macOS, iOS, tvOS) [21] 通过OMEMOModule扩展支持OEMMO[22]。